# Окранд, Марк
Марк О́кранд (англ. Marc Okrand [mɑrk ˈoʊkrænd]; 3 июля 1948) — американский лингвист, известен как создатель языков для народов фантастических миров кинематографа США (клингонский, вулканский в научно-фантастической франшизе «Звёздный путь») и атлантский языки.

## Биография

### Университет
До вхождения в кинематограф Марк Окранд занимался языками индейцев Северной Америки в рамках филологической школы Мэри Хаас, подразумевавшей полный цикл исследований по каждому индейскому языку со стороны одного специалиста: «грамматика, текст, словарь». Он окончил бакалавриат Калифорнийского университета (Санта-Крус) в 1972 году. Его докторская диссертация, которую он защитил в 1977 году в Калифорнийском университете (Беркли), была посвящена грамматике индейского языка муцун, диалекта олонского языка, мёртвого языка утийской семьи, когда-то широко распространённого на калифорнийском побережье. Считается, что последний носитель языка муцун умер в 1930 году. С 1975 по 1978 годы Окранд занимался преподаванием лингвистических дисциплин в Калифорнийском университете (Санта-Барбара).

### Звёздный путь
Сотрудничество Марка Окранда в кино началось с контракта с Paramount Pictures на разработку языков и обучение фразам на этих языках актёров, игравших представителей инопланетных рас, в фильмах сериала «Звёздный путь»: «Звёздный путь 2: Гнев Хана», «В поисках Спока», «Последний рубеж», «Неоткрытая страна» и «Поколения». Самым первым его действием в рамках сотрудничества был дубляж диалога на вулканском языке в фильме «Звёздный путь: Фильм» (1979), поскольку на тот момент эти диалоги уже были сняты на английском языке.
Среди поклонников сериала Марк Окранд прославился как автор «Клингонского словаря» и дополнительных материалов (пословицы и т. д.), с чёрным юмором описывающих жизнь на фантастическом языке врагов человечества (характерен буквальный перевод слова «земляне» с клингонского: «бесполезные мешки, преимущественно с водой»).
Характерный для клингонского языка звук «tlh», странно звучащий для незнакомых с индейскими языками людей, был взят Марком Окрандом из индейских языков, в которых этот звук обычен и транскрибируется как tl, tł или ƛ (это глухая альвеолярная аффриката с латеральным окончанием); этот звук есть на конце названия языка ацтеков науатль.

### Атлантида: Затерянный мир
В дальнейшем Марк Окранд разработал атлантский язык (Atlantean language) для анимационного фильма студии Walt Disney Feature Animation «Атлантида: Затерянный мир» (2001). Он решил задачу его создания принципиально иначе, чем с клингонским. Для клингонского важно было быть непохожим на привычные земные языки. Наоборот, языком атлантов должен был быть «праиндоевропейский язык» или «праязык» вообще, при этом мягкий и приятный по звучанию.
У этого языка также появились изучающие его поклонники, несмотря на отсутствие развития языка со стороны автора с помощью дополнительных публикаций. Был составлен краткий словарь.
По ходу работы манеры и движения Марка Окранда были срисованы Джоном Помроем и одобрены как основа для создания образа главного героя. Это было связано с тем, что, по сценарию, главный герой фильма, Майло — как и Марк Окранд, учёный-лингвист.
Дополнительно к клингонскому, вулканскому и атлантскому языкам с их фонетикой, словарём и грамматикой Марк Окранд также разработал письменности.

### Настоящее время
В настоящее время Марк Окранд — директор по субтитрам в прямом эфире Национального Института Субтитров, где он начал работать в 1979 году (Вашингтон, округ Колумбия) и Президент Совета Директоров Washington Shakespeare Company (Арлингтон, Виргиния, США).
Занимаясь передачами для глухих на телевидении в рамках занявшей более 25 лет работы в Институте Субтитров, он в совершенстве освоил американский язык жестов.

## Влияние
По крайней мере три языка, изобретённые Марком Окрандом, пользуются признанием поклонников, есть изучающие их и пользующиеся ими люди, преимущественно в США. Образ Марка Окранда увековечен в образе юного учёного Майло в анимационном фильме «Атлантида: Затерянный мир».